# أوين هاريس (مخرج)
أوين هاريس (بالإنجليزية: Owen Harris؛ مواليد 1972) هو مخرج سينمائي وتلفزيوني بريطاني.

## وصلات خارجية
- أوين هاريس على موقع IMDb (الإنجليزية)
- أوين هاريس على موقع ألو سيني (الفرنسية)
- أوين هاريس على موقع أول موفي (الإنجليزية)
- أوين هاريس على موقع قاعدة بيانات الفيلم (الإنجليزية)
- أوين هاريس على موقع كينوبويسك (الروسية)